# Ixnay on the Hombre
Ixnay on the Hombre je čtvrté studiové album americké punk rockové skupiny The Offspring. Bylo vydáno 4. února 1997 v den 34. narozenin kytaristy Noodlese. Po velikém úspěchu předchozího alba Smash se kapela v půli roku 1996 vrátila do studia, aby natočila nové album. K názvu alba Dexter Holland uvedl, že Ixnay on the Hombre znamená to samé co „fuck authority“ - česky „kašlete na autoritu“.
Deska obsadila devátou pozici v americkém žebříčku Billboard 200 a získalo dobré ohlasy u kritiků i fanoušků. Celosvětově se ho prodalo přes 5 a půl milionu kusů, deska přinesla tři další singly „All I Want“ „Gone Away“ a „I Choose“, z nichž jen první dva jsou na kompilační desce Greatest Hits

## Seznam nahrávek
Všechny skladby napsal(i) The Offspring. 
| Pořadí         | Název               | Délka |
| -------------- | ------------------- | ----- |
| 1.             | Disclaimer          | 0:44  |
| 2.             | The Meaning of Life | 2:55  |
| 3.             | Mota                | 2:56  |
| 4.             | Me & My Old Lady    | 4:32  |
| 5.             | Cool to Hate        | 2:47  |
| 6.             | Leave It Behind     | 1:56  |
| 7.             | Gone Away           | 4:27  |
| 8.             | I Choose            | 3:54  |
| 9.             | Intermission        | 0:48  |
| 10.            | All I Want          | 1:54  |
| 11.            | Way Down the Line   | 2:35  |
| 12.            | Don't Pick It Up    | 1:52  |
| 13.            | Amazed              | 4:25  |
| 14.            | Change the World    | 6:23  |
| Celková délka: | Celková délka:      | 42:14 |